# Martin Škoula
Martin Škoula (ur. 28 października 1979 w Litomierzycach) – czeski hokeista. Reprezentant Czech, olimpijczyk.

## Kariera klubowa
- HC Litvínov (1995–1997)
- Barrie Colts (1997–1999)
- Hershey Bears (1999)
- Colorado Avalanche (1999–2004)
- Anaheim Ducks (2004)
- HC Litvínov (2004–2005)
- Dallas Stars (2005–2006)
- Minnesota Wild (2006–2009)
- Pittsburgh Penguins (2009–2010)
- New Jersey Devils (2010)
- Awangard Omsk (2010–2012)
- HC Lev Praga (2012)
  -  HC Litomierzyce (od 2012)
- Slovan Bratysława (2013–2014)
- Bílí tygři Liberec (2014-2015)

Wychowanek HC Litomierzyce. Po dwóch latach występów w HC Litvínov, w 1998 roku wyjechał do Kanady i grał w zespole Barrie Colts w rozgrywkach OHL / CHL. W międzyczasie w drafcie NHL z 1998 został wybrany przez Colorado Avalanche w pierwszej rundzie z numerem 17. W barwach tego klubu zadebiutował w rozgrywkach NHL w sezonie NHL (1999/2000). Z tą drużyną w sezonie 2000/2001 zdobył Puchar Stanleya. W NHL występował dziesięć sezonów łącznie w sześciu klubach.
Od 2010 roku kontynuuje karierę w lidze KHL. Od czerwca 2010 roku zawodnik Awangardu Omsk. W maju 2011 podpisał nowy 2-letni kontrakt. Po dziewięciu meczach sezonu KHL (2012/2013) rozwiązał kontrakt z Awangardem i związał się z czeskim klubem HC Lev Praga – pozostawał nim do końca grudnia 2012 roku. W grudniu 2012 roku przekazany do macierzystego klubu HC Litomierzyce, gdzie rozegrał jeden mecz. W kwietniu 2013 roku został zawodnikiem Slovana Bratysława. Od maja 2014 zawodnik Bílí tygři Liberec. W listopadzie 2015 ogłosił zakończenie kariery zawodniczej.
Uczestniczył w turniejach zimowych igrzysk olimpijskich 2002, Pucharu Świata 2004 oraz mistrzostw świata w 2004, 2006, 2011.

## Sukcesy i nagrody

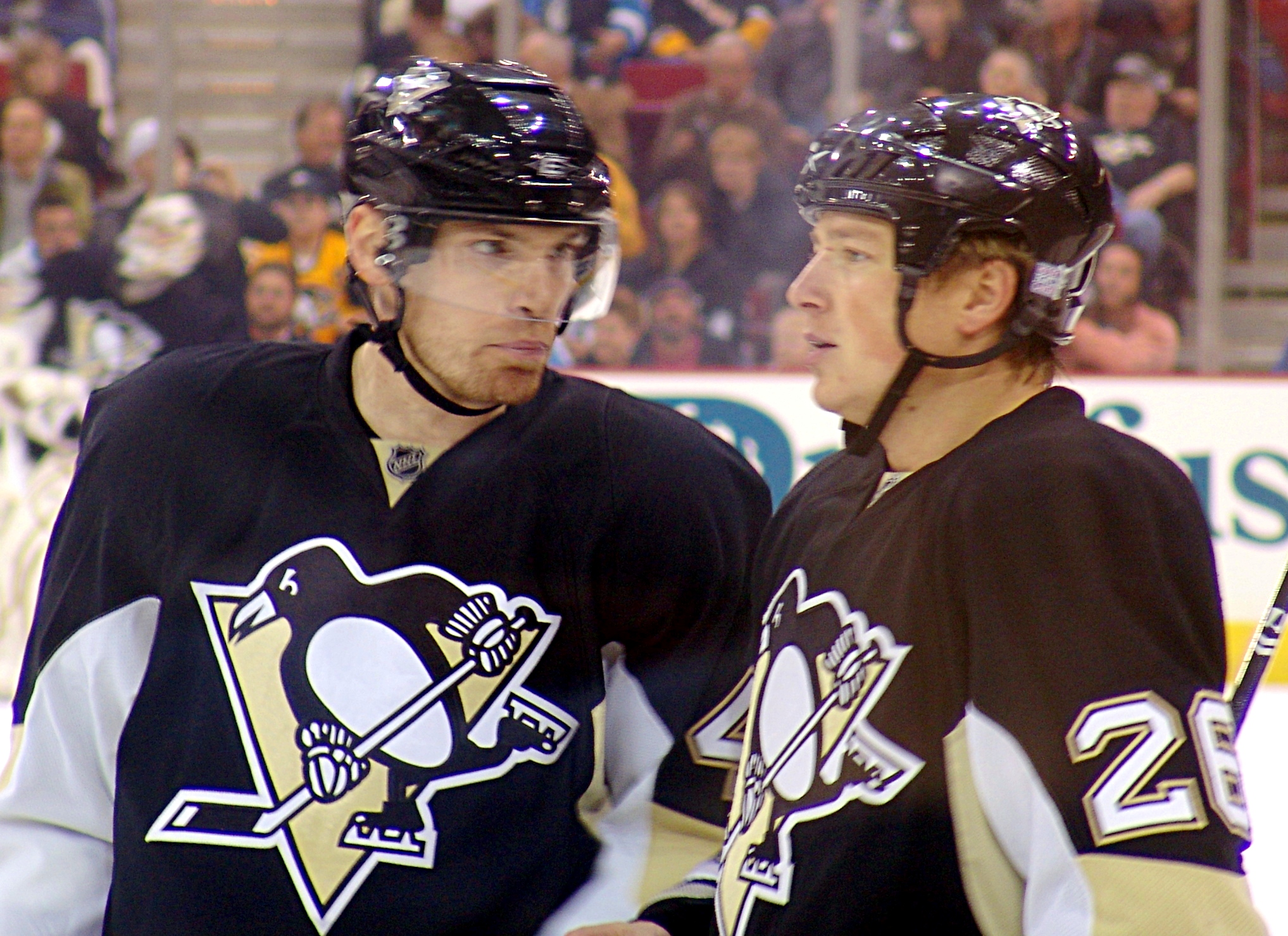
Martin Škoula (z lewej) w barwach Pittsburgh Penguins (2009). Obok Ukrainiec Rusłan Fedotenko

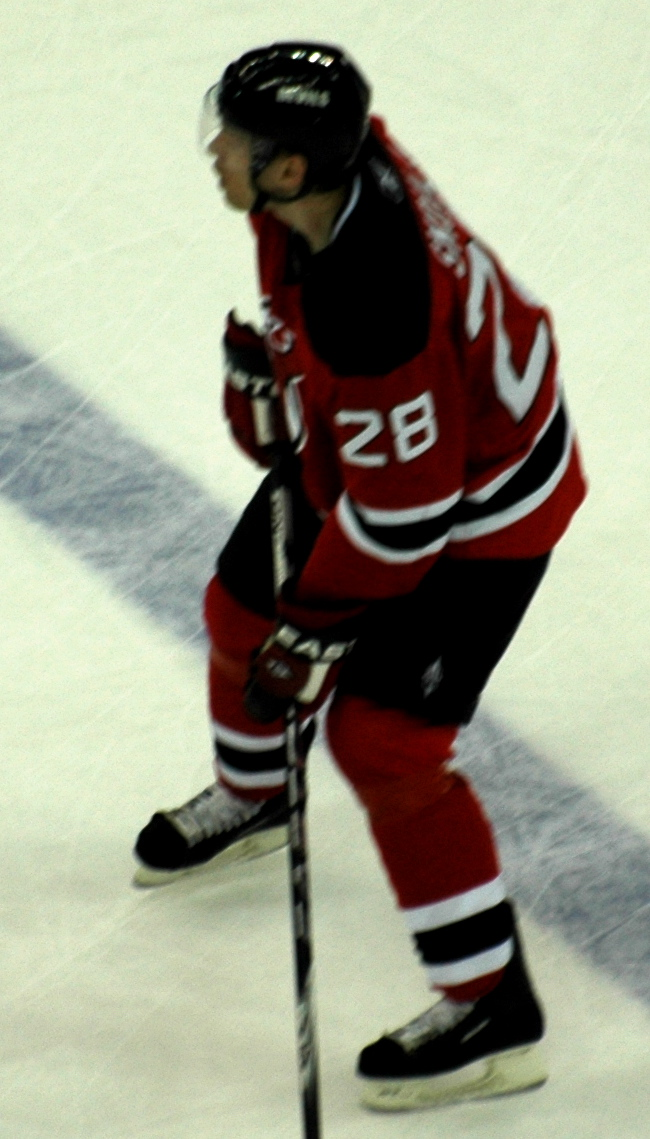
Martin Škoula w barwach New Jersey Devils (2010)

Reprezentacyjne
- Srebrny medal mistrzostw świata: 2006
- Brązowy medal mistrzostw świata: 2011

Klubowe
- Srebrny medal Mistrzostw Czech: 1996 z HC Litvínov
- Emms Trophy: 1999 z Barrie Colts
- Mistrzostwo Dywizji NHL: 2000, 2001, 2002, 2003 z Colorado Avalanche, 2006 z Dallas Stars, 2008 z Minnesota Wild, 2010 z New Jersey Devils
- Mistrzostwo Konferencji NHL: 2001 z Colorado Avalanche
- Presidents’ Trophy: 2001 z Colorado Avalanche
- Clarence S. Campbell Bowl: 2001 z Colorado Avalanche
- Puchar Stanleya: 2001 z Colorado Avalanche
- Mistrzostwo Dywizji Czernyszowa KHL: 2011, 2012 z Awangardem Omsk
- Mistrzostwo Konferencji Wschód KHL: 2011 z Awangardem Omsk
- Puchar Kontynentu: 2011 z Awangardem Omsk
- Srebrny mistrzostw Rosji: 2012 z Awangardem Omsk

Indywidualne
- CHL 1997/1998:
  - Skład najlepszych pierwszoroczniaków
  - CHL Top Prospects Game
- OHL 1998/1999:
  - Pierwsze miejsce w klasyfikacji +/−: +58
- KHL (2010/2011):
  - Mecz Gwiazd KHL
- KHL (2011/2012):
  - Najlepszy obrońca miesiąca – kwiecień 2012
  - Piąte miejsce w klasyfikacji asystentów wśród obrońców w fazie play-off: 8 asyst
  - Czwarte miejsce w klasyfikacji kanadyjskiej wśród obrońców w fazie play-off: 10 punktów
- European Trophy 2013:
  - Pierwsze miejsce w klasyfikacji kanadyjskiej całego cyklu wśród obrońców: 8 punktów